# Evening Star (canción)
«Evening Star» es una canción de la banda británica de heavy metal Judas Priest, incluido como la tercera pista del álbum Killing Machine de 1978. En mayo de 1979 se publicó como el tercer sencillo a través de CBS Records para el Reino Unido y por Columbia Records para los Estados Unidos.
Fue escrita por Rob Halford y Glenn Tipton, cuyas letras tratan que una persona abrumada de su vida toma la iniciativa de tener un día de paz interior, guiado por la «estrella de la tarde». En los países anglosajones dicho término se refiere al planeta Venus, que aparece brillando en el cielo al poco rato del atardecer.
Alcanzó el puesto 53 en la lista británica UK Singles Chart y fue tocada en vivo en varios conciertos de la gira Killing Machine Tour. Su principal registro audiovisual fue grabado en el programa Top of the Pops, en el que posteriormente fue remasterizado para el DVD Electric Eye de 2003.

## Lista de canciones
| Vinilo de 7" |                                                                       |                    |          |  |
| N.º          | Título                                                                | Escritor(es)       | Duración |  |
| 1.           | «Evening Star»                                                        | Halford, Tipton    | 4:06     |  |
| 2.           | «Beyond the Realms of Death» (en vivo, grabado el 31 de mayo de 1978) | Halford, Les Binks | 7:04     |  |

| Vinilo de 12" |                                                                             |                 |          |  |
| N.º           | Título                                                                      | Escritor(es)    | Duración |  |
| 1.            | «Evening Star»                                                              | Halford, Tipton | 4:06     |  |
| 2.            | «Beyond the Realms of Death» (en vivo, grabado el 31 de mayo de 1978)       | Halford, Binks  | 7:04     |  |
| 3.            | «The Green Manalishi (With the Two Pronged Crown)» (cover de Fleetwood Mac) | Peter Green     | 3:23     |  |

## Músicos
- Rob Halford: voz
- K.K. Downing: guitarra eléctrica
- Glenn Tipton: guitarra eléctrica
- Ian Hill: bajo
- Les Binks: batería